# Ivy Abujamra
Ivy Abujamra (São Paulo, 23 de julho de 1972) é uma diretora de cinema brasileira.

## Biografia
Pertence a família Abujamra, sendo sobrinha de Clarisse Abujamra e Antonio Abujamra, além de prima de André Abujamra. Estudou canto durante a infância e foi convidada pela Warner Music para gravar[carece de fontes?], porém decidiu seguir a carreira de cineasta e publicitária.
Dirigiu filmes publicitários nas produtoras Film Planet, Republika e BossaNovaFilms. Esteve na direção de comerciais para importantes marcas e anunciantes como Nestlé, Levi's, Guaraná Antarctica, Coca-Cola, Procter&Gamble, Sony, Rede Globo, Toyota, Citroën e Mapfre Seguros.[carece de fontes?] "Ivy" também dirigiu e idealizou o videoclipe "Insanidade Temporária" da cantora e atriz brasileira, Marisa Orth, em 2010.